# メガ
メガ（mega, 記号:M）は国際単位系 (SI) におけるSI接頭語の一つで、以下のように、基礎となる単位の106（＝百万）倍の量であることを示す。
例：
- 1メガワット (MW) = 1,000,000ワット (W)
- 1メガヘルツ (MHz) = 1,000,000ヘルツ (Hz)

## 概要
本来は「巨大な」を意味する接頭語で、ギリシャ語で「大きい」(great) という意味の μέγας (megas) に由来する。本来の意味での用例は、古典的な語ではメガホン、メガリス、また、大きな都市を表すメガポリス、メガシティ、メガロポリス、近年の例ではメガフロート、メガマックなどがある。
1874年、英国科学振興協会 (BA) がCGS単位系の電磁気の単位の標準化を行う際に、その一部としてマイクロとともに新たに導入された。CGS単位系で電磁気の単位を組み立てると、その示す値が非常に小さくまたは大きくなるため、それまであった接頭語だけでは足りず、新たな接頭語を導入する必要があった。1960年の第11回国際度量衡総会 (CGPM) でSIが制定される際、正式に承認された。
核兵器の威力を示すのに使われる単位であるメガトンは、メガTNTトン、つまり百万トンのTNT火薬の爆発力に相当するエネルギーを表す。

## SI接頭語
| 接頭語             | 記号 | 10n   | 十進数表記  | 漢数字表記  | short scale   | メートル法への導入年 | 国際単位系における制定年 |
| ------------------ | ---- | ----- | ----------- | ----------- | ------------- | -------------------- | ------------------------ |
| クエタ（quetta）   | Q    | 1030  | 1000        | 百穣        | nonillion     | －                   | 2022年                   |
| ロナ（ronna）      | R    | 1027  | 1000        | 千𥝱        | octillion     | －                   | 2022年                   |
| ヨタ（yotta）      | Y    | 1024  | 1000        | 一𥝱        | septillion    | －                   | 1991年                   |
| ゼタ（zetta）      | Z    | 1021  | 1000        | 十垓        | sextillion    | －                   | 1991年                   |
| エクサ（exa）      | E    | 1018  | 1000        | 百京        | quintillion   | －                   | 1975年                   |
| ペタ（peta）       | P    | 1015  | 1000        | 千兆        | quadrillion   | －                   | 1975年                   |
| テラ（tera）       | T    | 1012  | 1000        | 一兆        | trillion      | －                   | 1960年                   |
| ギガ（giga）       | G    | 109   | 1000        | 十億        | billion       | －                   | 1960年                   |
| メガ（mega）       | M    | 106   | 1000        | 百万        | million       | 1874年               | 1960年                   |
| キロ（kilo）       | k    | 103   | 1000        | 千          | thousand      | 1795年               | 1960年                   |
| ヘクト（hecto）    | h    | 102   | 100         | 百          | hundred       | 1795年               | 1960年                   |
| デカ（deca）       | da   | 101   | 10          | 十          | ten           | 1795年               | 1960年                   |
|                    |      | 100   | 1           | 一          | one           |                      |                          |
| デシ（deci）       | d    | 10−1  | 0.1         | 一分        | tenth         | 1795年               | 1960年                   |
| センチ（centi）    | c    | 10−2  | 0.01        | 一厘        | hundredth     | 1795年               | 1960年                   |
| ミリ（milli）      | m    | 10−3  | 0.001       | 一毛        | thousandth    | 1795年               | 1960年                   |
| マイクロ（micro）  | μ    | 10−6  | 0.000001    | 一微        | millionth     | 1874年               | 1960年                   |
| ナノ（nano）       | n    | 10−9  | 0.000000001 | 一塵        | billionth     | －                   | 1960年                   |
| ピコ（pico）       | p    | 10−12 | 0.000000001 | 一漠        | trillionth    | －                   | 1960年                   |
| フェムト（femto）  | f    | 10−15 | 0.000000001 | 一須臾      | quadrillionth | －                   | 1964年                   |
| アト（atto）       | a    | 10−18 | 0.000000001 | 一刹那      | quintillionth | －                   | 1964年                   |
| ゼプト（zepto）    | z    | 10−21 | 0.000000001 | 一清浄      | sextillionth  | －                   | 1991年                   |
| ヨクト（yocto）    | y    | 10−24 | 0.000000001 |             | septillionth  | －                   | 1991年                   |
| ロント（ronto）    | r    | 10−27 | 0.000000001 | octillionth | 2022年        | －                   |                          |
| クエクト（quecto） | q    | 10−30 | 0.000000001 | nonillionth | 2022年        | －                   |                          |

## 情報工学の分野における使用法
情報工学の分野において、SI接頭語「メガ」は、国際単位系 (SI) の定めに従い1,000,000(= 106)倍（= 1000(103)キロ）を示す場合と、国際規格などで定められていない俗習として1,048,576(= 220)倍（= 1024(210)キビ）を表す場合がある。
この曖昧さを回避するため、1,048,576(= 220)倍を示す接頭語として、国際規格（IEC 80000-13）にてSI接頭語と区別できる2進接頭辞「メビ」(mebi,記号:Mi)が定められているが、「メビバイト」(mebibyte,記号:MiB)や「メビビット」(mebibit,記号:Mibit,Mib)などの単位は、あまり用いられていない。
また、国際単位系 (SI) 第8版（2006年）にて、メガやその他のSI接頭語を決して2のべき乗を表すために用いてはならないと定めているが、大手IT企業であるマイクロソフトなどが、未だ国際単位系 (SI) の定めに完全には従っておらず、2のべき乗を表す用法も混在する状況は解決されていない。なお、macOSでは、Mac OS X Leopard以前は2のべき乗（1024倍）が用いられていたが、2009年公開のMac OS X Snow Leopard以降は10の整数乗（1000倍）を用いたストレージ容量やファイルサイズ表示に変更された。